# مهارکننده فسفودی‌استراز-۴

رولیپرام، مهارکنندهٔ PDE4 اولیه

مهارکنندهٔ فسفودی‌استراز نوع ۴، که معمولاً به عنوان مهارکنندهٔ PDE4 شناخته می‌شود، داروی مورد استفاده برای جلوگیری از عمل تجزیه فسفودی‌استراز ۴ (PDE4) در آدنوزین مونوفسفات حلقه‌ای (cAMP) است. این عضوی از خانوادهٔ بزرگ‌تر مهار کنندهٔ PDE است. آنزیم‌های خانوادهٔ PDE4 شایع‌ترین PDE در سلول‌های ایمنی هستند. آنها عمدتاً مسئول هیدرولیز cAMP در هر دو سلول‌های ایمنی و سلول‌های داخل سیستم عصبی مرکزی می‌باشند.